# Kenneth Van Rooy
Kenneth Van Rooy (Turnhout, 8 oktober 1993) is een Belgisch wielrenner die sinds 2023 uitkomt de Belgische wielerploeg Bingoal WB.

## Carrière
In 2015 nam Van Rooy met een Belgische selectie mee aan de Ronde van de Toekomst. Zijn beste prestatie hierin was een elfde plaats in zowel de tweede als de derde etappe. In de vijfde etappe ging hij niet meer van start.

## Overwinningen
2011
3e etappe Luik-La Gleize
2012
Jongerenklassement Carpathia Couriers Path
2015
Eindklassement Ronde van Luik
2020
Puntenklassement Ronde van Antalya
Strijdlustklassement BinckBank Tour

## Resultaten in voornaamste wedstrijden
|      | \| Jaar \| Gent-Wevelgem \| Ronde van Vlaanderen \| Parijs-Roubaix \| Amstel Gold Race \| Luik-Bast.‑Luik \| Waalse Pijl \| \| ---- \| ------------- \| -------------------- \| -------------- \| ---------------- \| --------------- \| ----------- \| \| 2017 \| 75e \| opgave \| \| opgave \| opgave \| opgave \| \| 2018 \| 104e \| \| \| \| \| \| \| 2019 \| opgave \| opgave \| \| \| \| opgave \| \| 2020 \| opgave \| \| \| \| \| \| \| 2021 \| \| \| \| \| \| \| \| 2022 \| 53e \| opgave \| opgave \| 45e \| \| \| |                      |                |                  |                 |             |
| Jaar | Gent-Wevelgem | Ronde van Vlaanderen | Parijs-Roubaix | Amstel Gold Race | Luik-Bast.‑Luik | Waalse Pijl |
| 2017 | 75e | opgave               |                | opgave           | opgave          | opgave      |
| 2018 | 104e |                      |                |                  |                 |             |
| 2019 | opgave | opgave               |                |                  |                 | opgave      |
| 2020 | opgave |                      |                |                  |                 |             |
| 2021 | |                      |                |                  |                 |             |
| 2022 | 53e | opgave               | opgave         | 45e              |                 |             |

## Ploegen
- 2015 –  Lotto Soudal (stagiair vanaf 1 augustus)
- 2016 –  Topsport Vlaanderen-Baloise
- 2017 –  Sport Vlaanderen-Baloise
- 2018 –  Sport Vlaanderen-Baloise
- 2019 –  Sport Vlaanderen-Baloise
- 2020 –  Sport Vlaanderen-Baloise
- 2022 –  Sport Vlaanderen-Baloise
- 2023 –  Bingoal Pauwels Sauces WB
- 2024 –  Bingoal WB
- 2025 –  Wagner Bazin WB

Armée · Bak · Benoot · Boeckmans · Breen · Broeckx · De Buyst · De Bie · Debusschere · De Clercq · De Gendt · Dehaes · Dockx · Gallopin · Greipel · Hansen · Henderson · Ligthart · Monfort · Roelandts · Sieberg · Vallée · Van den Broeck · Van der Sande · D.Vanendert · J.Vanendert · Vervaeke · Wellens · Frison (stagiair) · Van Gestel (stagiair) · Van Rooy (stagiair)
Allegaert · Capiot · De Gendt · De Ketele · De Pauw · De Vylder · Declercq · Deltombe · Farazijn · Lietaer · Noppe · Planckaert · Pols · Rickaert · Salomein · Sprengers · Steels · Van Gestel · Van Hecke · Van Lerberghe · Van Rooy · Wallays
Allegaert · Capiot · De Gendt · De Ketele · De Pauw · De Vylder · Declercq · Deltombe · Farazijn · Ghys · Menten · Noppe · Ed. Planckaert · Em. Planckaert · Rickaert · Sprengers · Van Gestel · Van Gompel · Van Hecke · Van Rooy · Verwilst · Warlop
Apers · Berckmoes · Bonneu · Braet · Colman · 
De Pestel · De Vylder · De Wilde · Dens · 
Fretin · Ghys · Herregodts · Hesters · Marit · Mertens · Reynders · Van Poucke · Van Rooy · Vanhoof · Verwilst · Weemaes
Blouwe · De Maeght · De Tier · Desal · Guerin · Lauk · Malucelli · Meens · Mertens · Mertz · Peyskens · Robeet · Salby · Teugels · Tizza · Van Boven · Van der Beken · Van Keirsbulck · Van Rooy · Vandepitte · Matthys (stagiair) · Persico (stagiair)
Blouwe · De Meester · De Tier · Desal · Matthys · Meens · Mertens (tot 31/5) · Persico · Peyskens · Portsmouth · Salby · Teugels · Tizza · Van Boven · Van der Beken · Van Rooy · Vandepitte · Vermoote · Villa · Vliegen · Weemaes · Van Petegem (stagiair)